# Францішек Салезій Потоцький

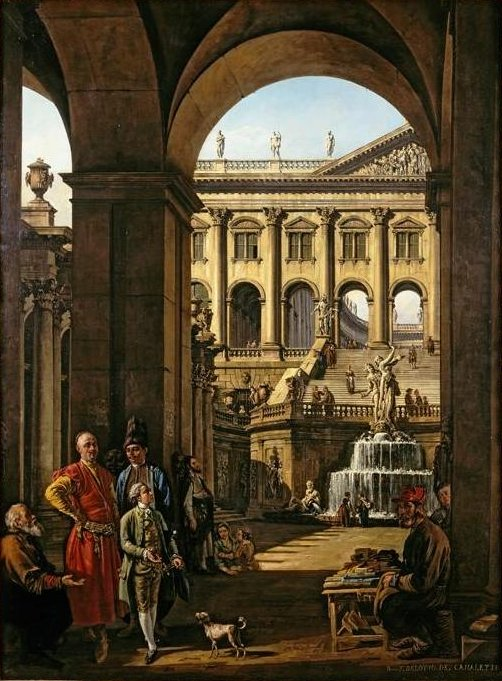
Франц Потоцький з сином Станіславом

Францішек Салезій Потоцький (1700 — 22 жовтня 1772) — польський шляхтич, урядник Речі Посполитої, магнат, меценат. Київський (з 19 липня 1756), волинський воєвода (з 22 травня 1755), крайчий великий коронний (1736), претендент на польську корону. За своє багатство та владу названий «малим королем Русі». Резиденція — в Кристинополі, мав маєтності в Умані, Тульчині, був власником Гусятина, Винників (біля Львова) 1732—1750 рр.

## Життєпис
Мати походила з роду Цетнерів гербу Пшерова, була дочкою львівського старости Яна Цетнера.
Францішекові Салезієві Потоцькому перейшли від белзького воєводи Станіслава Владислава Потоцького всі землі, які належали раніше вигаслому роду Струсів і Калиновських. Також через одруження з Ганною Потоцькою йому дісталися землі, які належали вигаслому роду Лящів.
Єдиним сином (успадкував всі маєтності батька) був Станіслав «Щенсний». Носив козацький стрій. Був похований разом з дружиною Анною в костелі бернардинів у Кристинополі.
Головна його резиденція розташовулася в Кристинополі Белзького воєводства. Тут Францішек Салезій Потоцький фундував костел Бернардинів з монастирем, церкву оо. Василіян з монастирем, великий палац, перебудований із замку з двома дитинцями. Ф. С. Потоцький, одруживши найстаршу доньку з Францішеком Ксаверієм Любомирським, інші дві — з Міхалом Єжи Вандаліном Мнішеком та графом Фр. Ал. Брюлем, четверту доньку з подільським воєводичем Казимиром Жевуським, отримав підтримку цих найвпливовіших родин.
Утримував у Кристинополі особисте військо з козаків. Відвідувачі замку мали право в'їжджати на перший дитинець, звідти від другої брами мусили з поваги до Ф. С. Потоцького йти пішки.
У Кристинополі придворний театр ставив балети та опери. В Умані Ф. С. Потоцький утримував козацьку роту, в кількості від декілька сотень до декількох тисяч. Керував ними С. Ортинський, пізніше Рафаїл Деспот Младанович. За сприянням Потоцького Умань 1761 р. отримала магдебурзьке право та дозвіл на проведення ярмарок.

## Кар'єра
20 листопада 1720 р. перейняв від батька Белзьке староство, після батька став власником (дідичем) Кристинополя. 1724 р. був обраний від Белзького воєводства послом на Сейм. 1729 р. був обраний послом на сейм в Гродно від Брацлавського воєводства, 1730 р. від Чернігівського воєводства.
1728-31 рр. був серед претендентів на руку останньої з роду Сенявських — Марії Софії з Сенявських Денгофової, з якою пізніше одружився Август Олександр Чорторийський. Ймовірно, з того часу виникла неприязнь між Потоцькими та прихильниками короля Чорторийськими і Понятовськими.
1732 р. перейняв від стрийка — белзького воєводи Станіслава Владислава Потоцького — маєтки в Україні: Умань, Браїлів, Торговицю, Могилів, Тульчин; Грубешівське староство.
Після смерти короля Авґуста ІІ (1733 р.) був послом на сейм від Белзького воєводства. Стояв разом з усіма Потоцькими на стороні короля Станіслава Лещинського (1733-34), для його захисту пристав до Діковської конфедерації.
1744 року продав тучинський та губківський «ключі» Станіславу Любомирському.

1748 року фундував при костелі в Настасови резиденцію (кляштор) оо. єзуїтів (діяв до заборони діяльности ордену австрійцями).

3 серпня 1750 р. став кавалером Ордену Білого Орла.
При допомозі російського уряду надіявся на детронацію Авґуста ІІІ, отримання польської корони. В Пйотркуві на з'їзді все було приготовано до підписання конфедерації; несподівано король помер в 1763 р., Ф. С. Потоцький послав посла до Петербургу; звідти, через посла Кайзерлінґа у Варшаві, петербурзький уряд запевнив його про повну підтримку. Петербурзький уряд тим часом поміняв посла на Ніколая Рєпніна, який запевнив Ф. С. Потоцького в повній підтримці зі сторони Петербургу.
В день вибору короля стараннями Чорторийських була висунута кандидатура Станіслава Понятовського, російська сторона, зрадивши Ф. С. Потоцького, який не доклав додаткових зусиль, надіючись на петербурзький уряд, підтримала кандидатуру С. Понятовського. Ф. С. Потоцький не мав часу, не був готовий стати супроти цього: виїхав з Варшави, в Підгайцях скликав своїх прихильників, підписав конфедерацію проти Росії. Росія була готова до такого розвитку подій, вислала до Львова військо на чолі з Крєчєтніковим. На третій день московити стояли під Підгайцями, несподівано напали на надворну міліцію Потоцьких. Потоцькі втратили свої війська, четверо з них поїхали до Стамбулу, за посередництвом французького посла де Вергенеса втягнули Туреччину в війну проти Росії.
Ф. С. Потоцький змушений був підписати лист покори королеві Станіславу Авґусту Понятовському, за правління котрого втратив своє значення та владу. 1772 р., після першого поділу Польщі майно Ф. С. Потоцького відійшло під владу Габсбурґів. Новий уряд наказав Ф. С. Потоцькому розпустити козаків, заборонив йому утримувати власне військо та забрав у нього всі засоби до оборони.
Потоцький підтримував приязні стосунки з Туреччиною, з кримським ханом, приймав у себе послів тягинського та хотинського паші. Приймав в Кристинополі турецького посла до Варшави — Алі Агу. Підтримував постійне щотижневе листування з волоським воєводою — Костянтином Раковиця, дізнаючись від нього про новини з Туреччини. Був проти переселення сербів та утворення Ново-Сербії. Заборонив перехід сербам під проводом І. Хорвата через землі які належали Речі Посполитій.
14 вересня 1772 р. австрійський уряд забрав у Ф. С. Потоцького озброєння замку, гармати, заборонив мати власне військо.
Франц Салезій Потоцький був замішаний у процесі з Коморовськими. Намагаючись завадити шлюбу свого сина Станіслава (Щенсного) із Марією Коморовською він наказав викрасти наречену та втопити. Апелюючи до нової влади та Марії Терезії, Коморовські виграли процес у Ф. С. Потоцького; імператриця Марія-Терезія засудила його до публічної смерти. Ф. С. Потоцький через кілька днів був повідомлений про цей наказ і прийняв отруту.
Єдиний син — Станіслав Щенсний Потоцький — повернувся з Європи, став спадкоємцем усіх маєтностей Франциска Салезія Потоцького. Від Коморовського відкупився великою сумою грошей та наданням йому Виткова з прилеглими землями.

### Сім'я
Був одружений в 1736 p. із Софією Жечицькою (пом. 1741; дітей не мали), Анною Потоцькою, донькою Станіслава Потоцького, у 1742 р. Відомі діти:
- Станіслав Щенсний Потоцький
- Аделя Антоніна Потоцька — дружина князя Франциска Ксаверія Любомирського
- Маріанна Клементина Потоцька — дружина графа Алоіза Фрідріха фон Брюль
- Людовика Пелаґія Потоцька — дружина Казимира Жевуського
- Пелагея Тереза Потоцька — дружина Міхала Єжи Вандаліна Мнішека[8]

## Меценат
- фундатор василіянського монастиря у Струсові (1760)[9]
- фундував василіянський монастир в Кристинополі (1763—1764)
- фундував костьол Бернардинів в Кристинополі
- фундував Уманський Свято-Покровський василіянський монастир та василіянську церкву в Умані (1766)
- відкрив в Умані народову школу василіян (колегіум з 4 професорами).
- фундував тринітарський костьол в Браїлові
- вірменським мешканцям Могильова виробив такі самі привілеї, як в кам'янецьких та львівських
- кошти на розбудову замку в Тартакові та центральної площі з ринком.

## Маєтності
Належало 70 міст, кілька сотень сіл, 400 000 душ.
У Белзькому воєводстві належали міста: Тартаків, Варяж, Лащів, Витків; 40 сіл, мав також землі в Перемиській землі, біля Сяну. Найбільші володіння мав у Брацлавському воєводстві: міста Тульчин, Браїлів і багато сіл навколо; йому належала Уманщина, Могилів, палац у Переспі, замок у Тартакові.

### Кристинопольський замок
1736 р. Ф. С. Потоцький виділив кошти для перебудови кристинопольського замку на палац французького стилю та закладення палацового садово-паркового ансамблю. Все зробили з великою пишністю та затратою великих коштів та енергії. Парк заклав П'єр Ріко де Тіррегайль.

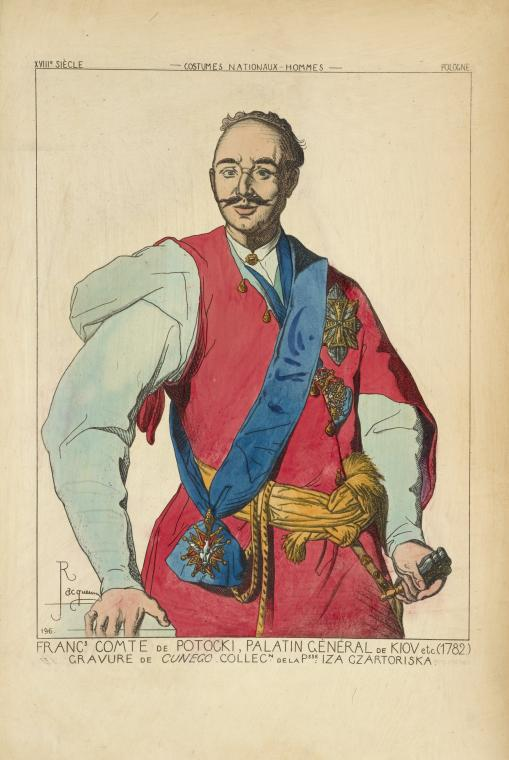
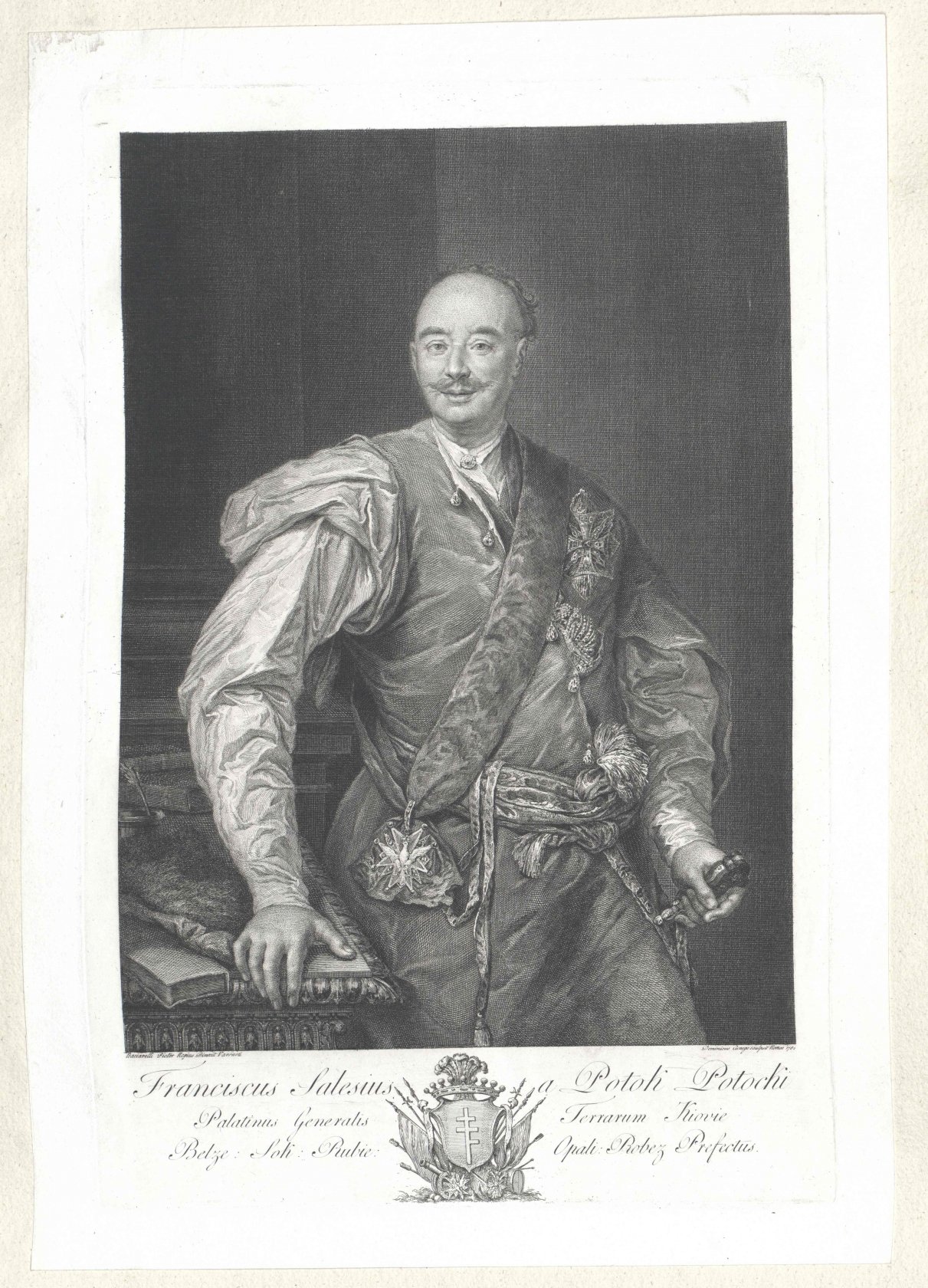
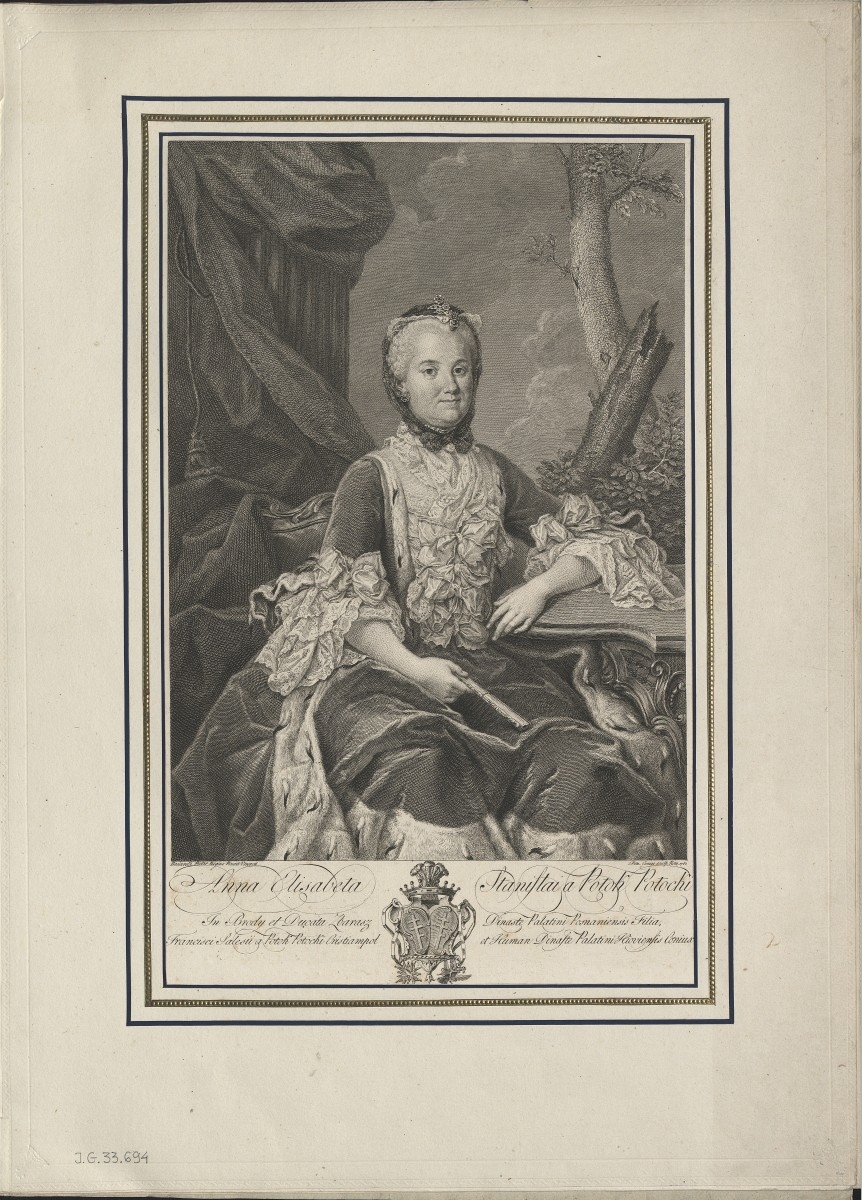
Ганна Потоцька (дружина)
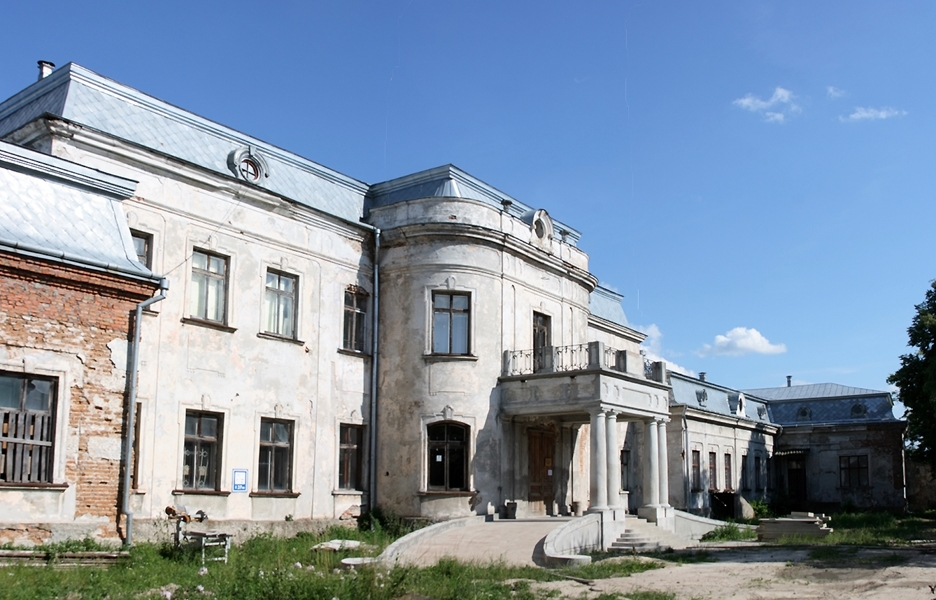
Залишки замку Потоцьких у Кристинополі
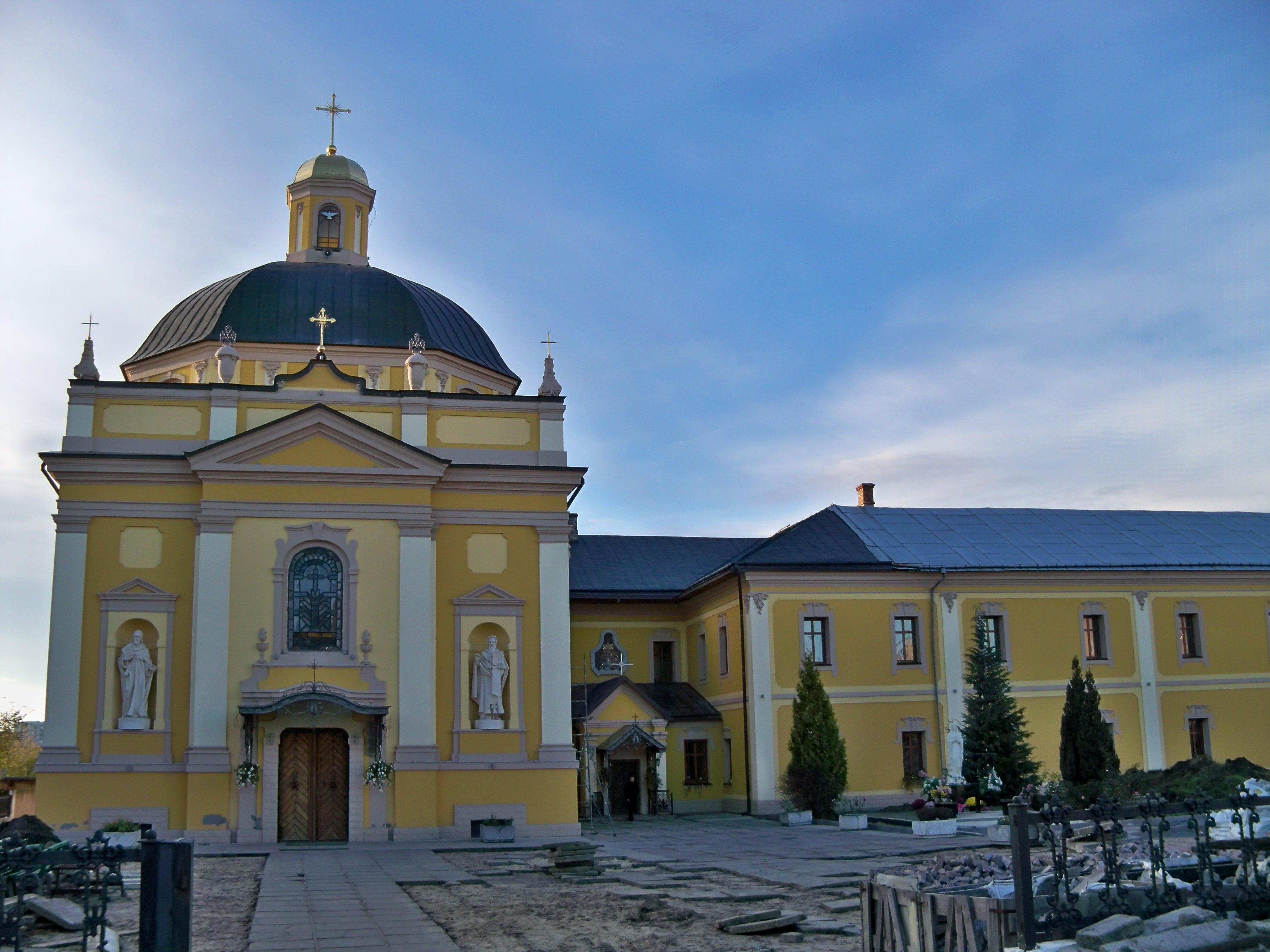
Церква та монастир оо. Василіанів у Кристинополі
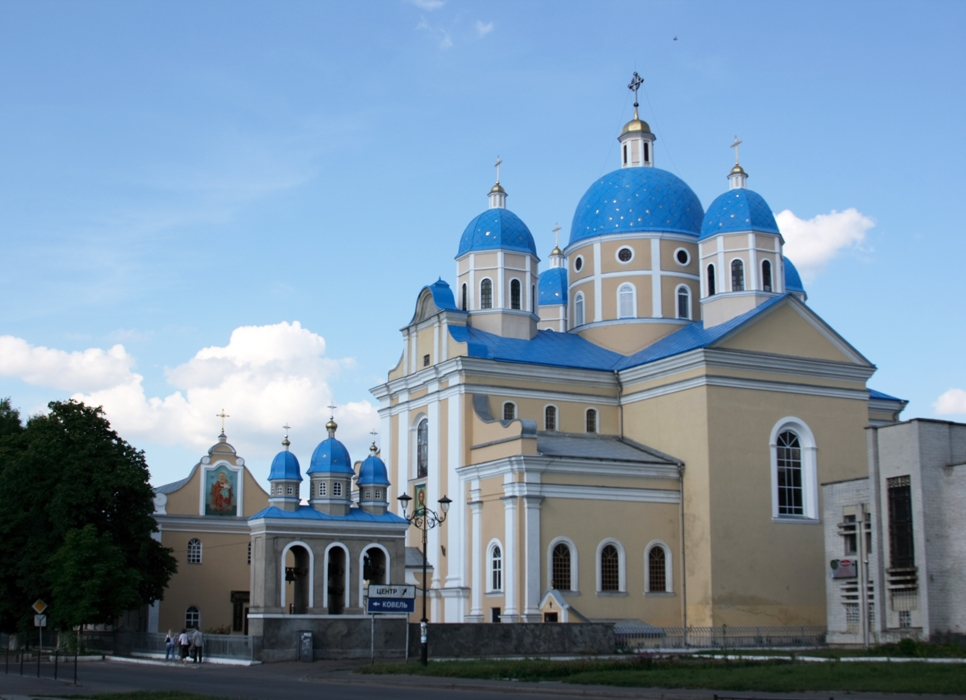
Колишній костел Бернардинів у Кристинополі

## У мистецтві

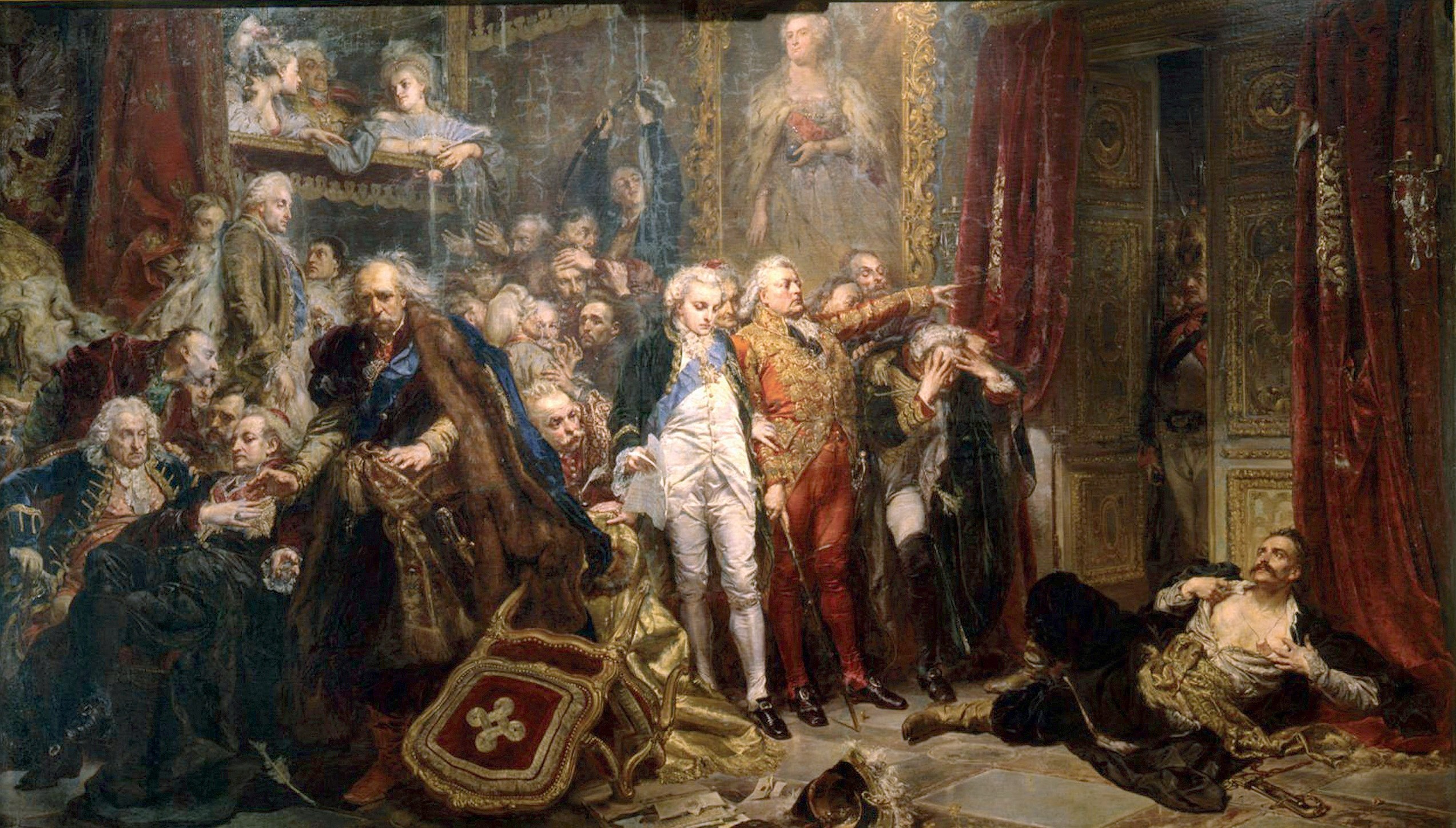
Образ Матейка «Занепад Польщі»

- «Рейтан», або «Втрата державності»

Ф. С. Потоцький зображений на картині Яна Матейка «Упадок Польщі». На образі він знаходиться зліва (стоїть), в багатому строї з Орденом Білого Орла. Посередині знаходиться син — Станіслав Щенсний Потоцький (в білому одязі), також з Орденом Білого Орла.